# ROH Top of the Class Trophy
El ROH Top of the Class Trophy fue un trofeo para los estudiantes de Academia de lucha de ROH.

## Historia
El campeonato fue introducido el 4 de noviembre de 2005, siendo el primer campeón Davey Andrews, quien derrotó a Derrick Dempsey y a Shane Hagadorn en Showdown in Motown. El último campeón fue Rhett Titus, ya que el 25 de octubre de 2008, Ring of Honor dejó de reconocer a ROH Top of the Class Trophy como un título oficial de la ROH.

## Lista de campeones
| Luchador:       | Reinado N°: | Derrotó a:                                     | Fecha:                  | Show o evento:               |
| --------------- | ----------- | ---------------------------------------------- | ----------------------- | ---------------------------- |
| Davey Andrews   | 1           | Derrick Dempsey y a Shane Hagadorn             | 4 de noviembre de 2005  | Showdown in Motown           |
| Vacante         | N/A         | Debido a que Ricky Reyes destrozó el trofeo.   | 15 de diciembre de 2005 | N/A                          |
| Derrick Dempsey | 1           | Bobby Dempsey, Pelle Primeau y Shane Hagadorn  | 14 de enero de 2006     | Hell Freezes Over            |
| Shane Hagadorn  | 1           | Derrick Dempsey                                | 3 de junio de 2006      | Destiny                      |
| Pelle Primeau   | 1           | Shane Hagardorn                                | 14 de abril de 2007     | Fighting Spirit              |
| Mitch Franklin  | 1           | Pelle Primeau                                  | 24 de agosto de 2007    | Caged Rage                   |
| Ernie Osiris    | 1           | Mitch Frankiln                                 | 2 de noviembre de 2007  | Glory by Honor VI: Night One |
| Rhett Titus     | 1           | Ernie Osiris                                   | 7 de junio de 2008      | Respect is Earned II         |
| Desactivado     | N/A         | ROH dejó de considerarlo un campeonato oficial | 25 de octubre de 2008   | ROH.com                      |

## Reinados más largos
| Luchador        | Días | Fecha en que ganó      | Fecha en que perdió   | Notas                     |
| --------------- | ---- | ---------------------- | --------------------- | ------------------------- |
| Shane Hagadorn  | 315  | 3 de junio de 2006     | 14 de abril de 2007   | Su primer reinado         |
| Ernie Osiris    | 218  | 2 de noviembre de 2007 | 7 de junio de 2008    | Su primer reinado         |
| Derrick Dempsey | 140  | 14 de enero de 2006    | 3 de junio de 2006    | Su primer reinado         |
| Rhett Titus     | 140  | 7 de junio de 2008     | 25 de octubre de 2008 | Último campeón del trofeo |
| Pelle Primeau   | 132  | 14 de abril de 2007    | 24 de agosto de 2007  | Su primer reinado         |